# 堀川煙管蝸
堀川煙管蝸（学名：Phaedusa horikawai）为煙管蝸牛科煙管蝸牛屬下的一个种。該物種的殼的體型形態與堀川氏煙管蝸相似，不過它的殼長與殼寬都比後者小。該物種主要分布於宜蘭、桃園與新竹等地。